# Ogopogo Examiner
O Ogopogo Examiner foi um folhetim (newsletter) distribuído pela Square Soft de 1992 até 1994.

## Design
Não havia um design consistente para quaisquer exemplares do Ogopogo Examiner, exceto que a maioria era panfletos de três folhas. Porém, eles tinham seções gerais consistentes. O newsletter servia principalmente como um guia para os títulos da Squaresoft lançados nos Estados Unidos, mas sempre incluíam dicas, táticas, e uma lista de mercadorias disponíveis à venda, permitindo também que o cliente desse sua opinião sobre os produtos da companhia.

## História
Nas embalagens dos antigos jogos da Squaresoft, como Final Fantasy II (hoje mais conhecido como Final Fantasy IV), era incluído um cartão com os dizeres: "A Square Soft, Inc., a desenvolvedora [sic] da série Final Fantasy, planeja publicar uma série de manuais estratégicos para os jogos Final Fantasy.". Aqueles que preenchessem o cartão e o enviassem receberiam um exemplar do Ogopogo Examiner, um newsletter da Squaresoft que levava o nome de um monstro de Final Fantasy IV.
O newsletter era dirigido pelo editor-chefe Ted Woolsey, tradutor primário dos RPGs da Squaresoft na era SNES, explicando o grande foco do newsletter sobre os esforços da Squaresoft para traduções.

## Seções do Ogopogo Examiner
- Around the Corner at Square – Nesta seção, o Ogopogo Examiner tentava responder questões sobre o desenvolvimento de jogos no Japão e sobre os esforços do departamento norte-americano da Square em traduzi-los.
- Got Something on Your Mind? – Todos os exemplares do Ogopogo Examiner pediam que os inscritos e leitores escrevessem à Square caso tivessem alguma dúvida ou comentário.

## Exemplares

### Exemplar #1 (1992)
O primeiro exemplar do Ogopogo Examiner declarava que, "no verão de 1993, espera-se que a Nintendo comece a vender o seu muito aguardado hardware de CD-ROM.". O exemplar já expressava a preferência da Square pelo CD-ROM, "o formato ideal para os softwares de jogos", ao dizer que "os jogos em CD-ROM da Square apresentarão uma variedade de melhorias em comparação aos softwares em cartucho de hoje. Por exemplo, os personagens poderão falar com você enquanto você joga, e os manuais impressos serão coisa do passado, já que as instruções serão dadas diretamente na tela, facilitando o acesso.”.
O exemplar #1 providenciava um FAQ (seção sobre dúvidas frequentes) sobre Final Fantasy IV; ele explicava sobre um bug presente em Final Fantasy IV, dizendo que o glitch era, na verdade, uma armadilha de Zeromus. No bug, se você fizer 64 viagens entre as portas, as seções das cavernas, etc., o seu jogo irá congelar permanentemente.
O primeiro exemplar foi concluído com FAQs sobre Final Fantasy Adventure, Final Fantasy Legend, e Final Fantasy Legend II.

### Exemplar #2 (1992)
O exemplar #2 introduziu Final Fantasy Mystic Quest, fornecendo informações sobre sua história, seus personagens, jogabilidade, design, e recursos. O exemplar também respondia questões de jogadores impacientes que aguardavam pelo Final Fantasy VI; ele listava os outros projetos em desenvolvimento no Japão e na América do Norte.

### Exemplar #3 (exemplarSecret Of Mana)
O terceiro exemplar anunciou a chegada de Secret Of Mana, explicando a história do jogo e listando seus recursos. A segunda metade do exemplar dedicava-se à divulgação de Final Fantasy Legend III, declarando também que a "tradução da versão japonesa de Final Fantasy V (que seria chamado Final Fantasy III nos Estados Unidos) havia começado…", e tentando apaziguar jogadores ansiosos por uma tradução (embora a tradução de Final Fantasy V, como muitos fãs de Final Fantasy já sabem, foi arruinada e o jogo só foi lançado em 1999 como parte da compilação Final Fantasy Anthology).

### Exemplar #4 (exemplarBreath Of Fire)
O quarto exemplar dedicava-se parcialmente à divulgação de Breath Of Fire, da Capcom, que foi traduzido e colocado no mercado dos Estados Unidos pela Square Soft. Ele também oferecia uma breve análise na história de Final Fantasy VI sob o headline "Are You Ready for the Ultimate Fantasy?". Na seção "Around the Corner at Square", estava escrito:
| “ | No passado, nossos jogos eram produzidos pelos brilhantes designers de jogos da Square Co., Ltd. do Japão, e então traduzidos pela Squaresoft para, então, serem lançados nos Estados Unidos. Como esses jogos foram tão populares, continuaremos a trazer o melhor do Japão para os Estados Unidos. Porém, decidimos também em projetar e criar nossos próprios jogos aqui mesmo, na América! | ” |

O exemplar continua, dizendo que, "Em 1995, a Squaresoft lançará o seu primeiro título norte-americano." (se referindo a Secret Of Evermore). "Além disso,", continuava o artigo, "planejamos lançar Final Fantasy Extreme (Final Fantasy V no Japão) e Secret Of Mana 2 no segundo semestre do ano.".
O quarto exemplar também divulga detalhes sobre o muito especulado Final Fantasy VI: The Interactive CG Game (também conhecido como Final Fantasy SGI Demo): "A Square está utilizando uma estação de trabalho da Silicon Graphics. (…) Temos agora a capacidade de fazer de nossos futuros jogos incrivelmente realísticos.".
E por fim, a Squaresoft revela seus planos para a World Wide Web: "A Squaresoft esteve trabalhando para estabelecer fóruns de venda na America Online, Compuserve, e Prodigy, visando providenciar novas formas de comunicação com os jogadores e fãs de RPG. Esses fóruns deverão estar em operação dentro de alguns meses. Por enquanto, você pode encontrar uma pasta chamada 'Squaresoft Product Info' na área de discussão da Nintendo na America Online, ou podemos responder suas perguntas na Prodigy.".

### Exemplar #5 (exemplarFinal Fantasy III)
O quinto e último exemplar do Ogopogo Examiner consistia sobre o lançamento do aguardado e muito antecipado Final Fantasy VI. Ele também incluía uma análise geral sobre Final Fantasy VI, uma seção de dicas e truques, e uma série de perfis de personagens. Nesse exemplar, ainda tinha duas páginas completas de mercadorias da Squaresoft.

## Queira ver
- Square Co., Ltd.